# Lachtaube

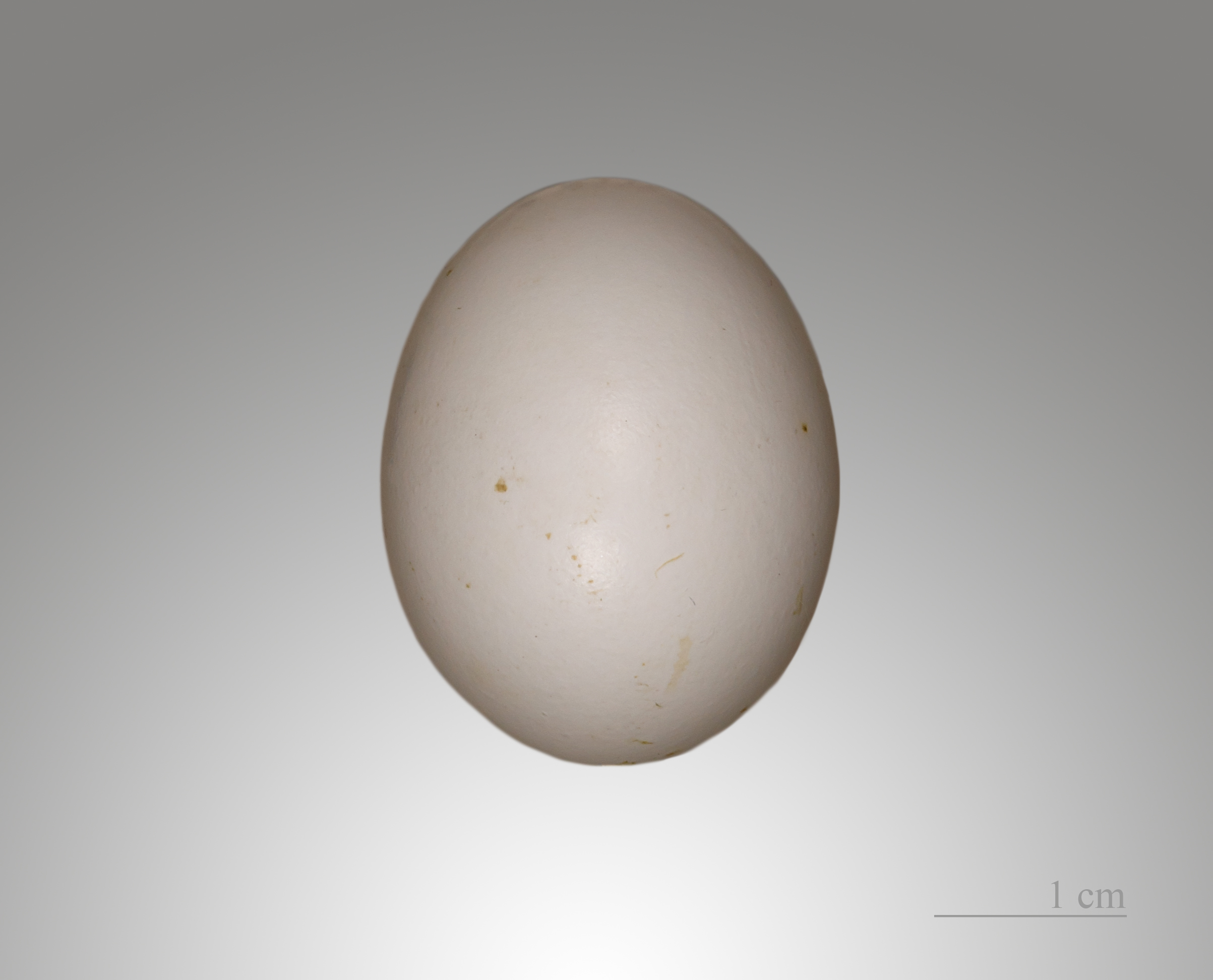
Ei einer Lachtaube

Die Lachtaube oder Nordafrikanische Lachtaube (Streptopelia roseogrisea) ist eine Vogelart aus der Familie der Tauben (Columbidae). Sie besiedelt die Sahelzone in Afrika südlich der Sahara sowie die Arabische Halbinsel.

## Merkmale und Lautäußerungen
Die Lachtaube hat eine Körperlänge von 28 bis 30 cm. Das Gefieder ist oberseits weitgehend einfarbig hellbeige. Die Schwingen und die Basis der Steuerfedern sind dazu deutlich kontrastierend dunkel braungrau, die distale Hälfte der zweiten bis sechsten Steuerfedern ist überwiegend weiß. Sie trägt im Nacken ein schmales schwarzes Band, das sich nach vorn bis zur Halsmitte zieht. Hals und Brust sind ebenfalls hellbeige, Bauch und Flanken fast weiß. Die Beine sind rot, der Schnabel dunkelgrau. Beide Geschlechter sehen gleich aus.
Die Art ähnelt insgesamt sehr der Türkentaube. Diese ist etwas größer und insgesamt etwas dunkler; die Schwingen sind etwas heller und der Bauch ist hellbeige.
Der Gesang besteht aus einer langgezogenen ersten Silbe, einer kurzen Pause und dann einer abfallenden und etwas rollenden Silbe, etwa wie koo, kurroo-ooh.

## Verbreitung und Lebensraum
Das Verbreitungsgebiet der Art umfasst die gesamte Sahelzone in Afrika südlich der Sahara von Mauretanien bis Somalia sowie den Südwesten der Arabischen Halbinsel. Sie bewohnt dort Wüsten und Halbwüsten.

## Systematik
Nächste Verwandte der Lachtaube ist nach molekulargenetischen Untersuchungen der mitochondrialen DNA (mtDNA) und der Zellkern-DNA die Türkentaube, diese beiden Arten bilden die Schwestergruppe der Brillentaube.
Die domestizierte Form der Lachtaube, die häufig ebenfalls als Lachtaube bezeichnet wird, wurde früher teilweise als eigene Art ("Streptopelia risoria") geführt. Sie wird heute jedoch nur noch als S. roseogrisea forma domestica zur Lachtaube gestellt.

## Bestand und Gefährdung
Belastbare Angaben zur Größe des Weltbestandes und zu Bestandstrends gibt es nicht, die Art ist jedoch zumindest in Teilen ihres Verbreitungsgebietes häufig. Sie wird daher von der IUCN als ungefährdet betrachtet.

## Haltung

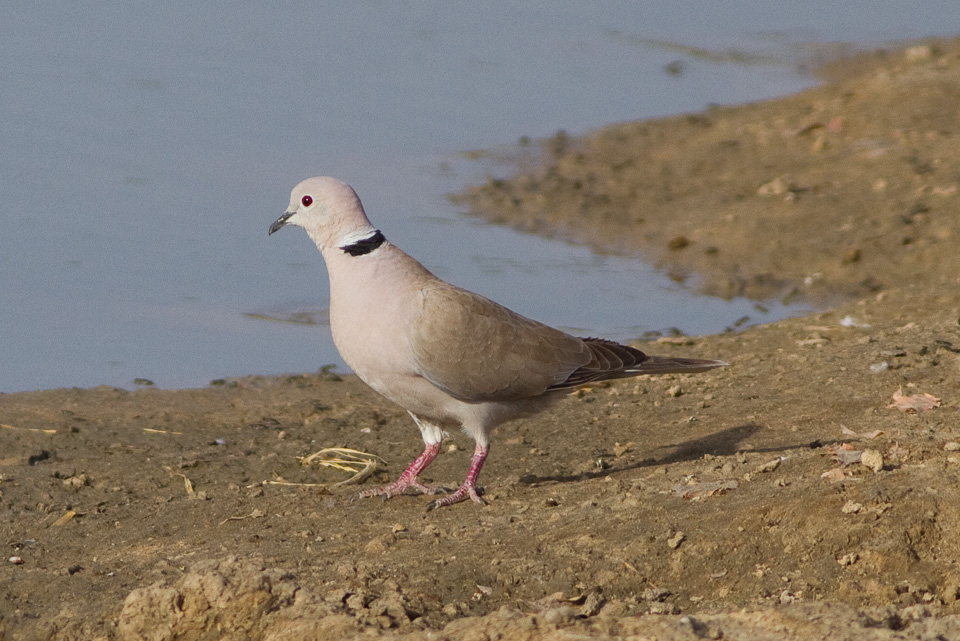
Lachtaube, Kamerun

Wildfänge der Lachtaube werden nur sehr selten importiert. Die domestizierte Form der Lachtaube wird dagegen seit langer Zeit von Liebhabern gehalten und gezüchtet. Vermutet wird, dass die ersten Lachtauben in Indien gehalten wurden. Insbesondere im 19. Jahrhundert wurde sie in vielen mitteleuropäischen Haushalten gepflegt. Zauberkünstler arbeiten ebenfalls sehr gerne mit Lachtauben, da die Art sehr zahm werden kann. In der Wildtaubenhaltung werden Lachtauben häufig als Ammenvögel zur Aufzucht anderer Wildtauben verwendet. Wegen ihrer leichten Züchtbarkeit und ihrer im Verhältnis raschen Generationsfolge spielt sie auch als Versuchstier in der Forschung eine Rolle.
Bei der domestizierten Lachtaube ist die vorherrschende Gefiederfarbe ein warmes, helles Gelbbraun oder Isabellgelb. Kehle, Bauch und Unterschwanzdecken sind aufgehellt. Daneben existiert aber auch eine albinotische Form, bei der das gesamte Gefieder weiß, der Schnabel hell fleischfarben und die Iris sowie die Füße rot sind. Weitere Farbmutationen sind Schecken, rosafarbene sowie isabellfarbene Hauslachtauben mit einem weißen Nacken. In den USA sind außerdem sogenannte seidenfiedrige Lachtauben gezüchtet worden. Die Zucht solcher Mutationen ist umstritten, da diese Tauben nicht mehr flugfähig sind und das schüttere Gefieder die Tauben nicht vor tieferen Temperaturen schützt.